# Michele Manganelli
Michele Manganelli (Siena, 9 marzo 1969) è un direttore di coro, direttore d'orchestra, compositore e organista italiano.
Maestro di Cappella della Cattedrale di Santa Maria del Fiore di Firenze

## Biografia

### Formazione
Nato a Siena nel Marzo 1969, trascorre tutta l'infanzia e giovinezza nel suo paese d'origine, Radda in Chianti. Frequenta il liceo scientifico "Galileo Galilei" di Siena e contemporaneamente intraprende gli studi musicali presso l'istituto superiore di studi musicali Rinaldo Franci nella stessa città, diplomandosi in pianoforte sotto la guida della professoressa Annamaria Mari nell'anno 1992. In questi stessi anni approfondisce lo studio dell'armonia con il maestro Fabio Pacciani. A partire dall'anno accademico 1989/90 diviene studente ordinario presso il Pontificio Istituto di Musica Sacra studiando Canto Gregoriano con il M° Giacomo Baroffio, Armonia contrappunto e fuga con il M° don Italo Bianchi, Direzione corale con il Card. M° Domenico Bartolucci e con il M° Walter Marzilli, Organo con il M° Giancarlo Parodi e composizione con il Card M° Domenico Bartolucci e con il M° Valentino Miserachs Grau. Nel 1993 ha conseguito la Licenza in Canto Gregoriano presso il P.I.M.S nei mesi di Giugno e Luglio 1997 ha conseguito il grado accademico finale di Magistero sia in Direzione Corale sia in Organo sia in Composizione Sacra. Nel mese di Settembre dell'anno 2000 ha conseguito il Diploma in Composizione presso il Conservatorio Luigi Cherubini di Firenze sotto la guida del M° Riccardo Riccardi. Nel medesimo conservatorio ha frequentato come allievo effettivo la classe di Direzione d'Orchestra del maestro Alessandro Pinzauti, diplomandosi nel Giugno 2004 e successivamente conseguendo per primo in quel conservatorio il biennio specialistico in direzione d'orchestra nell'anno 2007.

## Attività Musicali

### Attività di Docenza
A partire dall'Ottobre 1992 fino al 2015 è stato docente nel Seminario Vescovile di Fiesole. Sempre per la Diocesi di Fiesole nel 1997 fonda l'istituto diocesano di Musica Sacra dove insegna direzione corale ed Organo fino al 2016. 
Dal Settembre 2008, a seguito del pensionamento del suo maestro don Italo Bianchi, è stato chiamato a ricoprire la Cattedra di Composizione (Armonia - Contrappunto e Fuga) presso il Pontificio Istituto di Musica Sacra a Roma.
È stato docente presso istituto superiore di studi musicali Rinaldo Franci e il Conservatorio "Francesco Venezze" di Rovigo.
Dall' a.a 2022/2023 è titolare della cattedra di Esercitazioni Corali presso il Conservatorio di Musica Luigi Cherubini di Firenze.

### Carriera Musicale

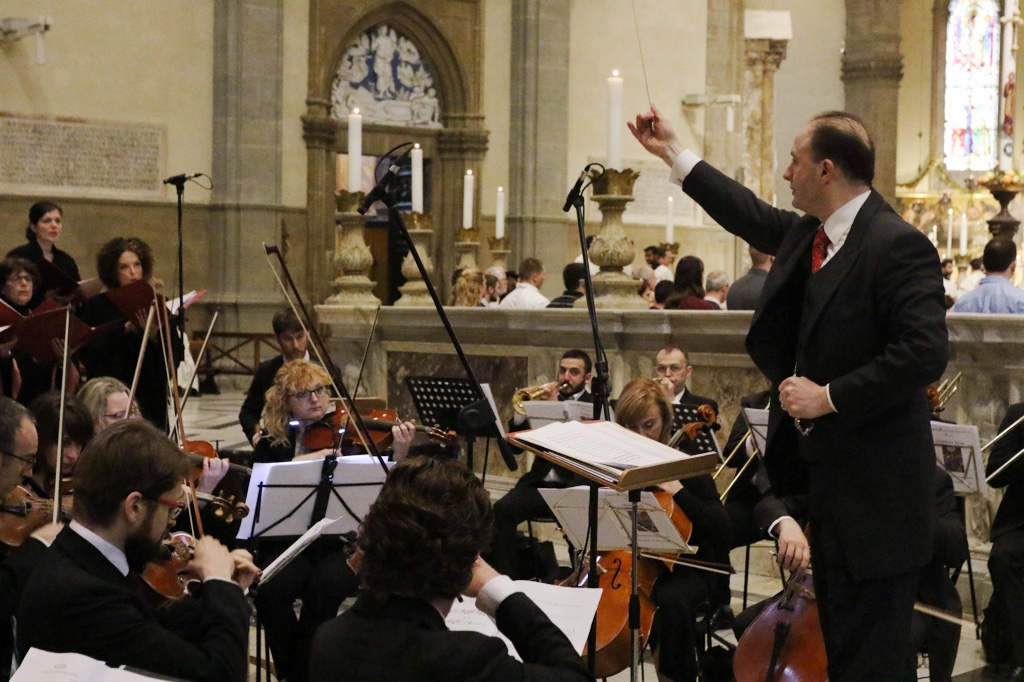
Michele Manganelli alla direzione dell'Orchestra del Maggio Musicale Fiorentino durante la S. Messa della Solennità di Pentecoste nella Cattedrale di Firenze nel 2016

Nel 1986 ha fondato la Corale S. Niccolò di Radda in Chianti seguendola fino al 2012.
Nel 1996 è nominato Organista titolare della Cattedrale di Fiesole.
Nel 1997 è stato nominato direttore del segretariato "Giovani" dell'Associazione Italiana Santa Cecilia, diventato poi direttore del Segretariato "Compositori" ed infine attualmente è Direttore del segretariato "Sholae Cantorum".
Nel Febbraio 1998 è diventato direttore della Corale S. Cecilia di Loro Ciuffenna con la quale nel Marzo 2000 ha partecipato al Concorso Nazionale di Roccasecca (FR), vincendo il Premio speciale per la Migliore interpretazione di Canto Gregoriano.
Dal 1999 ha inoltre intrapreso lo studio approfondito del Canto Fratto. Nell'anno 2000 ha creato la Corale "Cantica Nova" che trae origine dall'esperienza di quattro gruppi fondamentali: La Corale S. Niccolò di Radda in Chianti, la Corale S. Cecilia di Loro Ciuffenna, il Coro dell'Istituto Diocesano di Musica Sacra della Diocesi di Fiesole, il Coro dell'istituto superiore di studi musicali Rinaldo Franci e la Corale "Beato Angelico" della Cattedrale di Fiesole. Nel Gennaio 2006, per conto di un'agenzia giapponese ha tenuto due Concerti nella Cattedrale di Saint Mary a Tokyo sul grandioso organo meccanico Mascioni appena costruito; l'invito gli è poi stato rinnovato anche per gli anni 2007, 2008, 2009 e 2010.
Dall'anno 2000 al 2012 ha seguito per la diocesi di Fiesole la progettazione di venti restauri di organi storici, di cui 13 si sono concretizzati e compiuti.
Nell'Ottobre 2006 ha composto molte delle musiche eseguite nella messa di Beatificazione di suor Maria Teresa Scrilli (seconda beatificazione celebrata fuori Roma). Nella stessa Celebrazione, che si tenne al Teatro romano di Fiesole alla presenza di 3500 persone, diresse la corale "Cantica Nova" insieme ad altri cori e ad un'orchestra formata dai musicisti del Maggio Musicale Fiorentino.
Nel 2007 è stato nominato Maestro di Cappella della Cattedrale di Fiesole, rifondando la Cappella Musicale della medesima Cattedrale. 
Dal 2007 al 2012 ha avuto un'intensa attività concertistica con la corale "Cantica Nova" e l'orchestra dell'istituto superiore di studi musicali Rinaldo Franci; si ricorda la tournée tenutasi nell'estate 2007 che ha visto l'esecuzione dell'Ascensione di Domenico Bartolucci in 8 città e località della Toscana.
Dal 1 Luglio 2012 è il Maestro di Cappella della Cattedrale di Santa Maria del Fiore in Firenze, nominato dall'Opera di Santa Maria del Fiore su proposta del Capitolo Metropolitano Fiorentino e dell'Arcivescovo di Firenze; l'incarico prevede la ricostituzione della Cappella musicale, al momento non più esistente, e la costituzione di un coro di Voci Bianche.
Nell'Ottobre 2012 nel Duomo di Firenze ha diretto un concerto con il coro del maggio musicale Fiorentino, accompagnando il tenore Andrea Bocelli.
Il 10 Novembre 2012, in occasione del Convegno Nazionale Scholae Cantorum dell'associazione Santa Cecilia, ha diretto 7.000 cantori provenienti da tutta Italia nell'Aula Nervi, alla presenza di Sua Santità Papa Benedetto XVI.

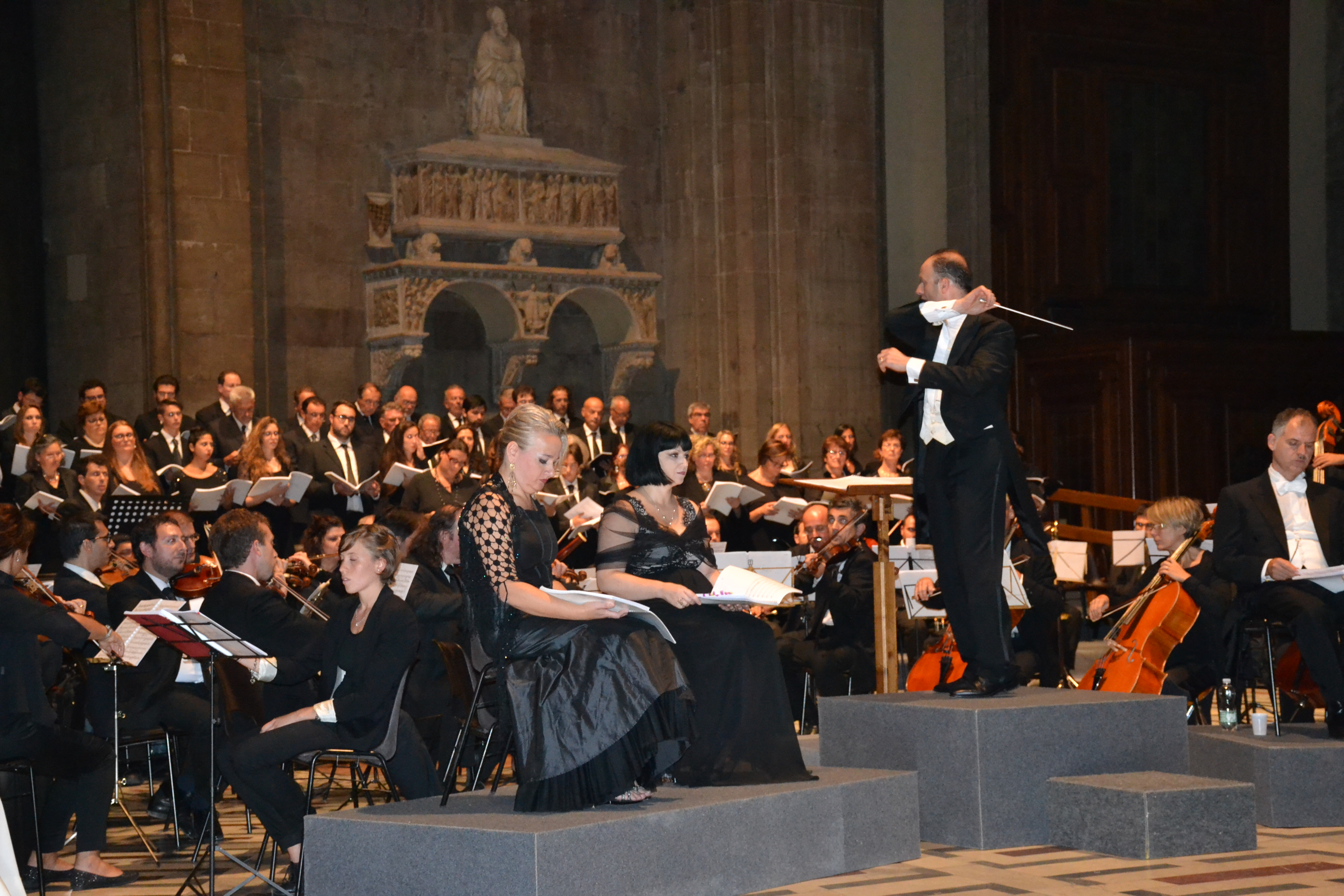
Michele Manganelli alla direzione dell'Oratorio "La Natività" del Card. M° Domenico Bartolucci nella Cattedrale di Firenze nel 2014.

 Nell'Ottobre 2014 ha diretto l'oratorio la Natività del Card. Maestro Domenico Bartolucci nel Duomo di Firenze per la rassegna musicale "O Flos Calende", in onore dello stesso Maestro ad un anno dalla morte. Il 16 Novembre successivo ha diretto lo stesso concerto a Roma all'Auditorium della Conciliazione con il patrocinio della Fondazione Domenico Bartolucci. 
Nel Novembre 2015, in occasione del 5º Convegno Nazionale della Chiesa Italiana (9-13 Novembre 2015) ha diretto la Cappella musicale della Cattedrale di Firenze in tutte le liturgie tenutesi nella Cattedrale di Firenze; in modo particolare si ricorda l'incontro di sua Santità Papa Francesco con i rappresentanti del convegno la mattina del 10 Novembre.
Nel pomeriggio dello stesso giorno, allo Stadio Artemio Franchi di Firenze, in occasione della Santa Messa presieduta da Papa Francesco, ha diretto un coro di 1200 persone formato da molti cori della Diocesi di Firenze, unito all'orchestra del Maggio Musicale Fiorentino. Nel 2015, coadiuvato dagli altri organisti del Duomo, ha progettato il restauro - ampliamento del monumentale organo della Cattedrale di Firenze. Ha costantemente seguito i lavori dello strumento affidati alla ditta Mascioni, curandone ogni dettaglio e rendendo lo strumento uno dei più maestosi d'Italia, nonché il più grande organo Mascioni al mondo.
Al termine del restauro, l'8 Dicembre 2017, per l'inaugurazione dell'organo ha diretto il concerto di Poulenc con l'orchestra del Maggio Musicale Fiorentino e il M°Olivier Latry, primo organista della Cattedrale di Notre Dame, da lui stesso invitato e il M° Daniele Dori, primo organista della Cattedrale di Firenze.
Nel Settembre 2016 ha rifondato il coro dei Pueri Cantores della Cattedrale di Firenze, assente dalla Cattedrale da più di 50 anni.
Tra il 27 e il 30 Ottobre 2018 ha diretto dei concerti con i "Solisti Aquilani" e l'organista Roberto Marini nella cattedrale di Bergamo e nel Battistero di Firenze.
Il 28 Settembre 2019, in occasione del Convegno Nazionale Scholae Cantorum dell'associazione Santa Cecilia, ha diretto 3.500 coristi provenienti da tutta Italia nell'Aula Nervi, alla presenza di Sua Santità Papa Francesco. 
Il 13 Dicembre 2019, a conclusione della serata delle premiazioni indetta dal QN La Nazione in ricordo dei 160 anni dalla fondazione del giornale, ha diretto un concerto con i Pueri Cantores della Cattedrale di Firenze nel Cenacolo di Santa Croce.
Durante i difficili mesi del lockdown dovuto alla pandemia di COVID-19, ha personalmente curato il servizio musicale nella Cattedrale di Firenze, cantando da solo con il'unico ausilio dell'organista della Cappella musicale, Daniele Dori.
Dal mese di Febbraio 2021 il Capitolo Metropolitano Fiorentino gli ha affidato il coordinamento del servizio musicale di tutte le liturgie Capitolari. Da Settembre 2022 ha ricostituito per il Capitolo una piccola Schola Gregoriana.
Nel mese di Settembre 2021 ha diretto due concerti a Trento e Bolzano per il Festival di Musica Sacra di Trento in collaborazione con la Società Filarmonica di Trento.
Nel Luglio 2022, in occasione del XLIII Congresso Internazionale dei Pueri Cantores ha diretto i 3.000 cantori bambini in varie occasioni tra le quali la più significativa è la Liturgia nella Cattedrale di Firenze, durante la quale è stata eseguita la missa Brevis et Solemnis da lui composta per l'occasione. Il 21 Giugno 2023 ha diretto per la rassegna "Musica al Phanteon" la Messa per la Pace per soli, coro ed orchestra del compositore Maltese Joseph Vella.

## Composizioni

### Mottetti
- Mottetti: O Salutaris Hostia a 4 voci; Improperium a 3/4 voci; Dormi non piangere a 5 voci; Cantabo Domino a 4 voci; Attende Domine a 4 voci pari; Ave Regina Caelorum a 4 voci; O Redemptor a 4 voci; Jubilate Deo a 2/4/ voci; Jubilate Deo a 5 voci + Ottoni; Ave Verum Corpus a 4 voci; Ecce Sacerdos Magnus a 4 voci[23]; Adoro Te Devote a 4 voci; Veni de Libano a 5 voci; Tu scendi dalle Stelle a 6 voci; Astro del ciel a 4 voci; Dormi non piangere a 5/6 voci; Gloria laus a 2 voci; O bella mia Speranza a 3 voci; Et Incarnatus est a 3/4 voci; Velum templi scissum est a 5 voci; Constitues eos principes a 6 voci; Nigra sum a 4 voci; Cantate Domino a 2/3 voci; Parce Domine a 4 voci; O Sacrum Convivium a 4 voci; Anima Christi a 4 voci; Domine Exaudi a 4 voci; Salve Festa Dies a 6 voci; Stetit Angelus a 4 voci; Sub tuum Praesidium a 4 voci; Un bambino è nato per noi a 3 voci; Confirma Hoc Deus a 4 voci; Viri Galilei a 2 voci; Improperium a 3 voci; O Quam soavis est per soprano ed organo; Alleluia O fili et Filie per soli, coro a 4/5/9 voci, organo ed ottoni.

### Inni
- Inni: Audi Benigne Conditor; Deus qui claro Lumine; Iam Christe Sol Iustitiae; Iesu Quadragenaria; Romule Sanctae; Jesu Redentor Omnium; Vergine in Tatto Giglio, su testo di Domenico Giuliotti; Padre Maestro e Guida, inno per Sant'Andrea Corsini; Da ogni Popolo e Guida, inno per il congresso eucaristico del 2006 della Diocesi di Fiesole; Venite, Impariamo La Sapienza, inno dell'Università Salesiana; A Giustina Pia Vergine, inno a Santa Giustina; Vergine, Santa Maria del Fiore, Inno per la Cattedrale di Firenze.
- Tutti i Responsori in italiano per l’ufficio del Triduo Santo.

### Messe
- Missa Brevis et Solemnis per due cori, 3 voci bianche e coro misto a 4 voci + ottoni.
- Missa Minima a 4 voci miste.
- Missa Pro Defunctis da alternare a canto Gregoriano
- Missa Sancti Cassiani (Kyrie, Gloria e Credo) per soli e coro a 4 voci.
- Messa per l'avvento e la quaresima ad 1 voce e organo - Versioni in Italiano ed in Latino.

### Oratorio
- Oratorio: Historia dei Pellegrini di Emmaus, per soli, coro ed orchestra.

### Altre Composizioni
- Circa 200 Salmi responsoriali, ad una, due, tre o quattro voci.
- 4 Magnificat a 3 voci pari.
- 8 Magnificat a 4 voci dispari,
- Magnificat per soli, coro a 4 voci, organo ed ottoni
- 3 Bendictus, in Falsobordone, due a 4 voci dispari e uno a 3 voci pari da alternare al Canto Gregoriano.
- 5 differenti Alleluia a 4 voci e tutte le differenti acclamazioni quaresimali in italiano a 4, 5 e 6 voci.
- Circa 50 versetti polifonici su testo proprio dell’alleluia del giorno, a 4, 5 6 e 8 voci.
- Compieta a 2/3 Voci pari (Inno, Antifona, Salmi, Responsorio e recitativi).
- Ore Minori a 3 voci Pari - Terza, Sesta e Nona (Inno, Antifone, Salmi, Versetto e recitativi).
- 4 Variazioni per organo sull'inno Ave Maris Stella.
- Meditazione per Grand' Organo.
- Preludio e Fuga in Mi minore.
- Quasi una Fantasia per organo e pianoforte.
- Toccata per Organo.
- Suite di Modi per Pianoforte.

## Discografia e Pubblicazioni

### Registrazioni scelte
- CD - Musica Sacra nella Cattedrale di Fiesole - 2009

- CD - De Passione et Cruce Donini Responsoria - 2012 – CD, FANS 8032706951517

- CD - Musica in San Pietro - 2017 – CD, Tactus 8007194106985

- CD - Veni Sponsaa Christi - 2023 - 0734598257873

### Pubblicazioni
- Michele Manganelli, L'Organo della Cattedrale di San Romolo, Edizioni Polistampa, 2000, ISBN 88-8304-179-8.
- Michele Manganelli, Pieve di San Cresci a Montefioralle - Restauro dell'Organo, Carlo Cambi Editore, ISBN 978-88-88482-93-4.
- Michele Manganelli, L'Organo della Badia di san Michele Arcangelo a Passignano, Edizioni Polistampa, 2004, ISBN 978-88-8304-778-7.
- Michele Manganelli, L'Organo della chiesa di San Lorenza a San Giovanni Valdarno, Servizio Editoriale Fiesolano, 2005, ISBN 88-87368-37-6.
- Michele Manganelli, Il Monumentale organo della Cattedrale di Santa Maria del Fiore, Opera di Santa Maria del Fiore, 2017.